# 295 Dywizja Piechoty (III Rzesza)
295 Dywizja Piechoty (niem. 295. Infanterie-Division) – niemiecka dywizja, uczestniczyła w agresji na Francję i ataku na Związek Radziecki. Zniszczona pod Stalingradem.
Sformowana w rejonie Magdeburga, później na poligonie w Bergen na mocy rozkazu z 10 lutego 1940 roku, w 8. fali mobilizacyjnej w XI Okręgu Wojskowym. W 1940 roku uczestniczyła w agresji na Francję. W czasie ataku na Związek Radziecki, jej szlak bojowy prowadził przez Rawę Ruską, Tarnopol, Białą Cerkiew i Korsuń. Po walkach w kotle stalingradzkim została zniszczona przez Armię Czerwoną w styczniu 1943.
Ponownie 295 Dywizja Piechoty została utworzona 12 lutego 1943 w okupowanej Norwegii. Pozostała tam do końca wojny.

## Dowódcy dywizji
- gen. mjr Herbert Geitner 6 II 1940 – 8 XII 1941
- gen. mjr Karl Gümbel 8 XII 1941 – 1 IV 1942;
- płk Urlich Schütze 1 IV 1942 – 1 V 1942;
- gen. mjr Rolf Wuthmann 2 V 1942 – 16 XI 1942;
- gen. mjr  Otto Korfes  16 XI 1942 – I 1943;
- gen. por. Rudolf Dinter 1 IV 1943 – 27 VII 1944;
- gen. por. Karl – Ludwig Rhein 1 VIII 1944 – 25 I 1945;
- gen. por. Sigfrid Macholz 25 I 1945 – 6 V 1945.

## Struktura organizacyjna
- Skład w lutym 1940:

516., 517. i 518. pułk piechoty, 295. pułk artylerii, 295. batalion pionierów, 295. oddział rozpoznawczy, 295. oddział przeciwpancerny, 295. oddział łączności;
- Skład we wrześniu 1943:

516. i  517. pułk grenadierów, 295. pułk artylerii, 295. batalion pionierów, 295. kompania przeciwpancerna, 295. oddział łączności;
- Skład w marcu 1945:

516.,  517. i 518. pułk grenadierów, 295. pułk artylerii, 295. batalion pionierów, 295. oddział przeciwpancerny, 295. oddział łączności;